# Thomas Butler, X conte di Ormond
Thomas Butler, X conte di Ormond (1531 – 22 novembre 1614), è stato un nobile irlandese.

## Biografia
Era il figlio di James Butler, IX conte di Ormond, e di sua moglie Lady Joan Fitzgerald.
Fece estendere il Ormonde Castle, costruito nell'epoca dei Tudor. Gran parte della sua vita è stata presa con una faida feroce con il suo nemico ereditario, Gerald Fitzgerald, XV conte di Desmond, figlio di James FitzGerald, XIV conte di Desmond. Le due parti hanno combattuto una battaglia nel 1565, la battaglia di Affane.
Ormonde era un protestante e influenzò molto la regina Elisabetta I e i suoi ministri nei loro sforzi per schiacciare i ribelli, anche se era motivato dalla rivalità con la dinastia Desmond.

## Elisabetta I
Ormonde e la regina Elisabetta si incontrarono, per la prima volta, a Londra, quando erano entrambi bambini, Thomas il "figlio di un conte irlandese" e Elisabetta la "figlia illegittima di Enrico". Erano legati da sua madre Anna Bolena. Elisabetta lo chiamava il suo 'marito nero'. Nel 1588 la regina conferì a Ormond ciò che un poeta irlandese descrisse come 'áirdchéim Ridireacht Gáirtéir, / Ainm nár ghnáth Éirionnach é ar' ('l'alto onore di Cavaliere della Giarrettiera, un titolo raro a un irlandese').

## Morte
Ormonde fece costruire un castello in stile Tudor (Carrick on Suir) lungo il fiume Sui, che decorò riccamente e aveva anche camini in mattoni rossi, che, a quel tempo, erano molto costosi. Tutto questo fu costruito per una ragione, per fornire a Elisabetta con un palazzo adatto dove soggiornare quando si recava in Irlanda. Thomas morì undici anni dopo la morte di Elisabetta e durante il suo intero regno non ha mai messo piede in Irlanda.

## Matrimonio
Sposò, in prime nozze, Elizabeth Berkeley, figlia di Thomas Berkeley, VI Lord di Berkeley e di Anne Savage. Si separarono nel 1564 senza aver avuto figli.
Il 9 novembre 1582, a Londra, sposò Elizabeth Sheffield, figlia di John Sheffield, II barone Sheffield e Douglas Howard. Ebbero tre figli:
- John Butler (4 settembre 1583 - 1589);
- Elizabeth Butler (1593-1628), sposò, in prime nozze, il suo primo cugino Theobald Butler, Visconte Butler di Tulleophelim. Sposò, in seconde nozze, Richard Preston, Barone Dingwall, ebbero una figlia, Elizabeth Preston;
- Thomas Butler (1601-1606).

Sposò nel 1601, Helena Barry, figlia di David Fitz-James de Barry, V Visconte di Buttevant, non ebbero figli.